# Ga Hwaseo
Ga Hwaseo (Tiếng Hàn: 화서역, Hanja: 華西驛) là ga tàu điện ngầm trên Tàu điện ngầm vùng thủ đô  Seoul tuyến 1 nằm ở Hwaseo-dong, Paldal-gu, Suwon-si, Gyeonggi-do. Khi phần mở rộng của Tuyến Shinbundang mở ra trong tương lai, nó sẽ trở thành một ga trung chuyển. 

## Lịch sử
- 15 tháng 8 năm 1974: Khai  trương kinh doanh
- Năm 1981: Di dời nền tảng với việc mở tuyến đôi giữa Seoul và Suwon trên Tuyến Gyeongbu
- 10 tháng 7 năm 1997: Hạ cấp  xuống ga đơn không bố trí
- 30 tháng 7 năm 2010: 3 lối vào mặt đất mới ở cả hai hướng[4]

## Bố trí ga
| ↑ Đại học Sungkyunkwan |
| \| １                  |
| Suwon ↓                |

| 1 | ● Tuyến 1 | → Hướng đi Suwon · Seodongtan · Cheonan · Sinchang →                     |
| 2 | ● Tuyến 1 | ← Hướng đi Đại học Sungkyunkwan · Anyang · Văn phòng Geumcheon-gu · Guro |